# Boscy
Boscy (hiszp. Competencia oficial) – hiszpańsko-argentyński komediodramat z 2021 roku w reżyserii Mariano Cohna i Gastóna Duprata. W głównych rolach wystąpili Penélope Cruz, Antonio Banderas i Oscar Martínez. Film miał premierę 4 września 2021 roku w sekcji konkursowej na 78. MFF w Wenecji.

## Fabuła
Będący w podeszłym wieku milioner postanawia zainwestować w stworzenie filmu, który ma pomóc mu zapisać się w historii. Opłaca więc najlepszych ludzi z branży: kontrowersyjną reżyserkę oraz dwójkę znanych aktorów o odmiennych podejściach do sztuki filmowej. Próby mające przygotować ich do wcielenia się w rolę stają się dla obu mężczyzn polem do rywalizacji o swoje racje, czego nie pomaga rozwiązać szereg nietypowych pomysłów reżyserki.

## Obsada
- Penélope Cruz jako Lola Cuevas
- Antonio Banderas jako Félix Rivero
- Oscar Martínez jako Iván Torres
- José Luis Gómez jako Humberto Suárez
- Manolo Solo jako Matías
- Nagore Aranburu jako Julia
- Irene Escolar jako Diana Suárez
- Pilar Castro jako Violeta
- Koldo Olabarri jako Darío
- Juan Grandinetti jako Ariel[1]

## Odbiór

### Reakcja krytyków
Film spotkał się z dobrą reakcją krytyków. W agregatorze recenzji Rotten Tomatoes 96% z 115 recenzji uznano za pozytywne. Z kolei w agregatorze Metacritic średnia ważona ocen z 18 recenzji wyniosła 79 punktów na 100.

## Nagrody i nominacje
| Nagroda                                   | Kategoria | Wynik     |
| ----------------------------------------- | --- | --------- |
| Międzynarodowy Festiwal Filmowy w Wenecji | Udział w konkursie głównym (Mariano Cohn i Gastón Duprat)                                                                       | nominacja |
| Międzynarodowy Festiwal Filmowy w Toronto | Nagroda Festiwalowa w sekcji ‘Prezentacje Specjalne’ (‘Special Presentations’) – Udział w sekcji (Mariano Cohn i Gastón Duprat) | nominacja |